# Геррейру, Фабрисиу
Фабрисиу ди Ассис Коста да Силва (порт.-браз. Fabrício de Assis Costa da Silva; 24 июля 1990, Сантана), более известный как Фабрисиу Геррейру (порт.-браз. Fabrício Guerreiro) — бразильский боец смешанного стиля, представитель полулёгкой весовой категории. Выступает на профессиональном уровне начиная с 2009 года, известен по участию в турнирах бойцовской организации Bellator MMA, участник бойцовского реалити-шоу The Ultimate Fighter.

## Биография
Родился 24 июля 1990 года в муниципалитете Сантана штата Амапа. В молодости практиковал дзюдо, проходил подготовку в дзюдоистском клубе Ронилду Нобри, удостоился в этой дисциплине чёрного пояса.
Дебютировал в смешанных единоборствах на профессиональном уровне в январе 2009 года, победил своего соперника в первом же раунде с помощью болевого приёма «рычаг локтя». Дрался в близлежащем крупном городе Макапа на турнирах местных небольших промоушенов — почти всегда выходил из поединков победителем. Летом 2011 года потерпел единственное поражение на домашней арене от Рафаэла Аддариу, но уже в следующем поединке взял у него реванш.
В 2012 году стал участником бразильского сезона популярного бойцовского реалити-шоу The Ultimate Fighter, однако уже на предварительном отборочном этапе проиграл удушающим приёмом сзади Родригу Дамму.
Имея в послужном списке семнадцать побед и только лишь одно поражение, Геррейру привлёк к себе внимание крупной американской организации Bellator и сразу попал в число участников гран-при восьмого сезона полулёгкой весовой категории, где, тем не менее, уже на стадии четвертьфиналов проиграл сдачей Магомедрасулу Хасбулаеву, попавшись во втором раунде в «ручной треугольник».
Затем одержал одну победу на родине и продолжил выступать в Bellator, став участником гран-при девятого сезона полулегковесов. На сей раз в четвертьфинале единогласным решением судей выиграл у американца Десмонда Грина, тогда как в полуфинале с тем же результатом уступил соотечественнику Патрисиу Фрейре, который в итоге выиграл гран-при и вскоре стал новым чемпионом организации.
В 2014 году Фабрисиу Геррейру вышел в клетку против россиянина Шахбулата Шамхалаева и заставил его сдаться, сделав обратный узел локтя. Далее должен был драться с Ником Пидмонтом, но тот по неизвестным причинам был убран из сетки запланированного турнира, и бой между ними был отменён. Вместо этого в 2015 году Геррейру сразился с Джоном Тейшейрой и уступил ему раздельным решением судей. На этом его сотрудничество с Bellator закончилось.
После довольно длительного перерыва в январе 2017 года Геррейру вернулся в смешанные единоборства и провёл ещё один бой в США в небольшом промоушене URCC, выиграв у своего соперника «рычагом локтя» в первом же раунде.

## Статистика в профессиональном ММА
| Боёв 27         | Побед 21 | Поражений 5 |
| --------------- | -------- | ----------- |
| Нокаутом        | 5        | 1           |
| Сдачей          | 13       | 1           |
| Решением        | 3        | 3           |
| Не состоявшихся | 1        | 1           |

| Результат    | Рекорд   | Соперник               | Способ                     | Турнир                    | Дата             | Раунд | Время | Место                | Примечание                                                  |
| ------------ | -------- | ---------------------- | -------------------------- | ------------------------- | ---------------- | ----- | ----- | -------------------- | ----------------------------------------------------------- |
| Победа       | 22-5 (1) | Усман Томас Диагне     | TKO (удары руками)         | URCC 32: Fury             | 30 сентября 2017 | 3     | 2:51  | Сан-Матео, США       |                                                             |
| Поражение    | 21-5 (1) | Эфраин Эскудеро        | Единогласное решение       | Conquer FC 3              | 18 марта 2017    | 3     | 5:00  | Окленд, США          |                                                             |
| Победа       | 21-4 (1) | Уилл Чоуп              | Сдача (рычаг локтя)        | URCC 29: Conquest         | 7 января 2017    | 1     | 1:43  | Сан-Франциско, США   |                                                             |
| Поражение    | 20-4 (1) | Джон Тейшейра          | Раздельное решение         | Bellator 136              | 10 апреля 2015   | 3     | 5:00  | Ирвайн, США          |                                                             |
| Победа       | 20-3 (1) | Шахбулат Шамхалаев     | Сдача (кимура)             | Bellator 120              | 17 мая 2014      | 1     | 3:29  | Саутавен, США        |                                                             |
| Поражение    | 19-3 (1) | Патрисиу Фрейре        | Единогласное решение       | Bellator 103              | 11 октября 2013  | 3     | 5:00  | Малвейн, США         | Полуфинал гран-при 9 сезона Bellator в полулёгком весе.     |
| Победа       | 19-2 (1) | Десмонд Грин           | Единогласное решение       | Bellator 99               | 13 сентября 2013 | 3     | 5:00  | Темекьюла, США       | Четвертьфинал гран-при 9 сезона Bellator в полулёгком весе. |
| Победа       | 18-2 (1) | Алиссон Родригес       | TKO (удары руками)         | WCC: W-Combat 17          | 1 июня 2013      | 1     | N/A   | Макапа, Бразилия     |                                                             |
| Поражение    | 17-2 (1) | Магомедрасул Хасбулаев | Сдача (треугольник руками) | Bellator 88               | 7 февраля 2013   | 2     | 1:15  | Дулут, Джорджия, США | Четвертьфинал гран-при 8 сезона Bellator в полулёгком весе. |
| Победа       | 17-1 (1) | Атила Лоуренсу         | KO (удар рукой)            | Equinócio Fight 2         | 24 ноября 2012   | 1     | 2:09  | Макапа, Бразилия     |                                                             |
| Победа       | 16-1 (1) | Роберту да Силва       | Сдача (треугольник)        | WCC: W-Combat 16          | 18 августа 2012  | 1     | 2:17  | Макапа, Бразилия     |                                                             |
| Победа       | 15-1 (1) | Жуан Паулу Сантус      | TKO (удары руками)         | Equinócio Fight           | 26 ноября 2011   | 2     | 0:22  | Макапа, Бразилия     |                                                             |
| Победа       | 14-1 (1) | Марсиней Кустодиу      | Сдача (треугольник)        | WCC: W-Combat 15          | 16 октября 2011  | 1     | 2:39  | Макапа, Бразилия     |                                                             |
| Победа       | 13-1 (1) | Рафаэл Аддариу         | Сдача (треугольник руками) | King Combat               | 20 августа 2011  | 3     | 4:20  | Макапа, Бразилия     |                                                             |
| Поражение    | 12-1 (1) | Рафаэл Аддариу         | TKO (удары руками)         | WCC: W-Combat 14          | 16 июля 2011     | 1     | 0:48  | Макапа, Бразилия     |                                                             |
| Победа       | 12-0 (1) | Адсон Лира             | Сдача (рычаг локтя)        | Iron Man Vale Tudo 22     | 19 июня 2011     | 3     | 4:20  | Макапа, Бразилия     |                                                             |
| Победа       | 11-0 (1) | Жуан Паулу Родригес    | TKO (удары руками)         | Ecofight 13               | 14 марта 2011    | 2     | 2:15  | Макапа, Бразилия     |                                                             |
| Не состоялся | 10-0 (1) | Жадисон Димитри        | NC                         | Macapá Martial Arts       | 9 апреля 2011    | N/A   | N/A   | Макапа, Бразилия     |                                                             |
| Победа       | 10-0     | Карлус Аугусту         | Сдача (удушение сзади)     | Ultimate Finus Fighting 3 | 15 января 2011   | 3     | 5:00  | Макапа, Бразилия     |                                                             |
| Победа       | 9-0      | Тиагу Тратур           | Сдача (удушение сзади)     | Ecofight 12               | 11 декабря 2010  | 3     | 2:45  | Макапа, Бразилия     |                                                             |
| Победа       | 8-0      | Элиел дус Сантус       | Единогласное решение       | Ecofight 12               | 11 декабря 2010  | 2     | 5:00  | Макапа, Бразилия     |                                                             |
| Победа       | 7-0      | Глаукер Аррада         | Сдача (рычаг локтя)        | Ultimate Finus Fighting 2 | 6 ноября 2010    | 1     | 1:41  | Макапа, Бразилия     |                                                             |
| Победа       | 6-0      | Элиел дус Сантус       | Сдача (кимура)             | WCC: W-Combat 3           | 3 июля 2010      | 1     | 2:18  | Макапа, Бразилия     |                                                             |
| Победа       | 5-0      | Жилберту Пантоя        | Сдача (кимура)             | WCC: W-Combat 3           | 3 июля 2010      | 2     | 3:35  | Макапа, Бразилия     |                                                             |
| Победа       | 4-0      | Жефферсон Алвес        | Сдача (рычаг локтя)        | Ultimate Finus Fighting 1 | 18 июня 2010     | 1     | 2:28  | Макапа, Бразилия     |                                                             |
| Победа       | 3-0      | Рененсон Коста         | Сдача (замок)              | WCC: W-Combat             | 13 марта 2010    | 1     | 4:10  | Макапа, Бразилия     |                                                             |
| Победа       | 2-0      | Угу дус Сантус         | Сдача (кимура)             | MMA Evolution 3           | 4 июля 2009      | 1     | 4:00  | Макапа, Бразилия     |                                                             |
| Победа       | 1-0      | Антониу Карлус         | Сдача (рычаг локтя)        | Gladiador Fight           | 31 января 2009   | 1     | 1:49  | Макапа, Бразилия     |                                                             |